# 斯特里耶瓦
50°31′32″N 27°37′20″E / 50.52556°N 27.62222°E
斯特里耶瓦（烏克蘭語：Стриєва），是烏克蘭北部日托米爾州茲維亞赫爾區斯特里耶瓦市镇内的村落及其行政中心。面積1.8平方公里，海拔高度210米，2001年人口482，人口密度每平方公里267.18人。